# Междуметие
Междуметието е част на речта, която изразява чувства или желания (искане, заповед) или подражава природни звуци и шумове, животински гласове и звуци от човешка дейност.
Междуметията се употребяват главно в говоримата (устната) реч и по-рядко в писмените текстове, главно когато се предава или наподобява говоримата реч. Прекомерно наситената с междуметия реч е признак за висока емоционалност и/или бедност на езика (на други изразни средства).
За употребата им се използват наличните в азбуката букви (понякога неправописно и други, неазбучни символи), което прави записването им в текст условно, тъй като невинаги и не изцяло може да се предаде тяхната произносимост или звуков еквивалент. Междуметията влизат в изказването със собствената си семантика. Обикновено са в началото на изказването (в началото на изречение или по-дълго изказване, последователност от изречения) или самостойно (като самостоятелно изречение), като могат и да бъдат повторени в изказването.
Междуметията са неизменяеми думи и нямат свои словоформи.
Междуметията са вероятно най-старите езикови изразни средства (тоест думи или думи-фрази), с които хората са общували помежду си и по своя характер те са универсални, интернационални – съществуват във всички езици, макар че имат и своя национална езикова специфика. Езиковото заемане е характерно и за междуметията, макар и по-рядко отколкото за друг вид думи.

## Общи примери
- ах…
- ех…
- иха…
- ураа…
- бау…
- мяу-мяу…
- чик-чирик…
- ааа…
- ооо…
- ц-ц-ц…
- ох…
- их…
- цап…
- цоп…
- пляс…
- пльок…
- пинг-понг…
- ух...
- Ужас!
- Ехее...
- бим-бам-бум...
- Брей...

## Примерни изречения
- Пуф-паф и влакът тръгна.
- Ураа, спечелихме!
- Ехаа, толкова е красиво!

## Видове междуметия и примери
- За изразяване на непосредствени чувства и мисли, като например:
  - изненада: ах, господи, гледай ти, я виж ти, о, небеса;
  - възторг: ура;
  - страх (уплаха): оле, олеле боже, майчице;
  - съмнение: хм;
  - досада: их;
  - съжаление: тюх, тюх да се не види;
  - учудване: тц-тц, ау, оо;
- За изразяване на волеизява (искане, заповед):
  - повикване: ало, ей, хей, помощ;
  - подтикване: хайде, айде;
  - окуражаване: кураж, давай-давай;
  - предупреждение: стой, стоп, внимавай, варда;
  - забрана: шшт, млък;
  - изгонване: марш, марш оттук, вън, махай се;
  - заповед: огън.

Както се вижда може да се изразят с отделни звукове – най-често гласни или дълго произносими съгласни, кратки звукосъчетания, както и с други видове думи (съществителни, глаголи), нарочно употребени (например междуметията майчице, боже, гледай, виж, стой). При междуметията съответно най-често съществителните са в звателни форми (мале), а глаголите в заповедни (я виж, виж го ти).
Семантична многозначност има и при междуметията, като значението се определя от контекста на конкретната ситуация и се предава езиково чрез съответното произношение и интонация.
Например:
- Аха?
- Аха!